# Jenny Palacios-Stillo
Jenny Victoria Palacios-Stillo, wcześniej Palacios-Brown (ur. 21 kwietnia 1960) – honduraska biegaczka narciarska, jedyna reprezentantka Hondurasu na zimowych igrzyskach olimpijskich. Posiada również obywatelstwo USA.

## Życiorys
Jej matka (nauczycielka) studiowała na Uniwersytecie Vanderbilta w Nashville, dokąd przeniosła się z córką, gdy ta miała dwa lata. Jenny Palacios rozpoczęła edukację w szkołach amerykańskich. W 1978 roku ukończyła szkołę średnią w Hondurasie, by powrócić do Stanów Zjednoczonych na nauki do Albuquerque, gdzie uczyła się programowania.
Wkrótce zaczęła pobierać nauki na Western State Colorado University w Gunnison, gdzie po raz pierwszy zainteresowała się sportami zimowymi. W 1983 roku ukończyła WSC otrzymując tytuł bachelor’s degree z zakresu administracji biznesowej i rachunkowości.
Jej pierwszym mężem został Scott Brown (narciarz), z którym ma syna Justina (ur. 1983). W 1986 roku para rozwiodła się. Jej drugim mężem został fotograf Tom Stillo, mają córkę Asyę.
Zajmuje się tłumaczeniem (dokształcała się dwa lata na Arizona State University). Wcześniej uczyła również języka angielskiego i hiszpańskiego.

### Igrzyska
Jedyna przedstawicielka Hondurasu na Zimowych Igrzyskach Olimpijskich 1992. Był to pierwszy występ honduraskiego sportowca na zimowej olimpiadzie, jak do tej pory ostatni (stan po igrzyskach w 2014).
Wystąpiła w trzech konkurencjach. W biegu na 5 kilometrów zajęła ostatnią 62. pozycję (z czasem 23:21,5). Do przedostatniej zawodniczki (Li Gyong-ae z Korei Północnej) straciła niemal cztery i pół minuty. W biegu na 10 km na dochodzenie zajęła 58. pozycję, do przedostatniej zawodniczki (Inés Alder z Argentyny) straciła ponad 9 minut. Wyraźnie najsłabszą zawodniczka okazała się również w biegu na 15 km, gdzie jej strata do Inés Alder wyniosła niemal 16 minut, trzy zawodniczki nie ukończyły jednak biegu.
Na igrzyskach w Albertville była również chorążym reprezentacji podczas ceremonii otwarcia igrzysk.

## Osiągnięcia

### Zimowe igrzyska olimpijskie
| Igrzyska             | Konkurencja | 1. międzyczas | 2. międzyczas | Wynik | Miejsce |
| -------------------- | ----------- | ------------- | ------------- | ----- | ------- |
| Albertville 1992     |             |               |               |       |         |
| 5 km                 | 9:42,5      | –             | 23:21,5       | 62.   |         |
| 10 km na dochodzenie | –           | –             | 48:49,6       | 58.   |         |
| 15 km                | 9:31,7      | 37:49,0       | 1-10:09,2     | 50.   |         |